# Змајево срце
Змајево срце (енгл. Dragonheart) је авантуристички филм из 1996. који је режирао Боб Коен. У главним улогама су Денис Квејд, Дејвид Тјулис, Пет Послтвејт, Дајна Мајер, а глас је позајмио Шон Конери. Музику филма направио је Ренди Еделман, а главна песма "У звезде" је коришћена и у филмовима Браћа као и Мулан.
Наставак филма Змајево срце је премијерно приказан 2000. под именом Змајево срце: Нови почетак (познат и као Змајево срце 2).

## Радња
932. година, сурови Саксонски краљ Лејн зове свог сина Ејнона да присуствује бици против побуњеника (сељака). Битка није пошла како је краљ планирао, сељаци су сачекали краља Лејна и принца у заседи, напали их, убили краља, док се млади принц сакрио. Након што је откривен бива прободен кроз срце, у помоћ долазе краљеве слуге и воде принца мајци. Принц је на самрти а мајка је очајна. На крају заједно са принчевим учитељем Бовеном да одведе принца код змаја који би могао да га излечи.
Змај пристаје да га излечи али под условом да он не буде исти као и његов отац, мајка се заклиње да ће све учинити да то спречи и змај му даје део његовог срца. Бовен се захваљује змају и заклиње му се да ће увек бити ту да уради шта год да овај пожели. Принцу постаје боље и одмах одлучује да почне да гради замак, који ће бити већи од свих који су до сада саграђени. Слуге га упозоравају да ће га то скупо коштати, али принц не мари. Принц је временом постајао суров као и његов отац. Слугама је вадио очи, убијао их без разлога, и када је убио Лариног оца, иста се заклиње да ће га осветити. Бовен схвата да је прекршио заклетву, и мислећи да је змај крив постаје убица змајева за новац. Док је убијао једног змаја срео је писца и песника Гилберта који описује његове походе.
12 година касније скоро сви змајеви су истребљени, али Бовен налази последњег у једној шуми. Након жестоке борбе, змај му објашњава да је он последњи преживели, и предлаже партнерство. Змај ће разарати куће, а Бовен ће га наводно убијати како би му сељаци платили. Бовен би требало да испали стрелу на њега (промаши га али да то не примете сељаци) а да змај падне у воду и нестане.
Њихово партнерство донело је и змају и витезу корист. Међутим једног дана змај није могао да потоне у воду јер је била плитка, али на крају успешно бежи са змајем у шуму где преспавају. Змај и витез су већ постали нераздвојни пријатељи, и током исте ноћи, витез му је дао име Дрејко пошто његово право име није могуће изговорити људским језиком. После једног разговора схвата да је Дрејко заправо змај који је и дао део свог срца принцу Ејнону. Међутим схвата да је Ејнон одувек био зао а да се претварао да прихвата Бовенове идеале само како би га овај научио да се бори. 
Дрејко је Бовену и Лари једне ноћи објаснио да је своје право име добио по рају за змајеве које се налази на небо, и сваки змај који заслужи место у рају претвара се у звезду и постаје део раја.
За то време Лара одлучује да подигне устанак против принца Ејнона и заједно са Бовеном и Дрејком спрема војску по селима. Коначна битка била је опсада замка који је саградио Ејнон. Након што краљева војска на челу са Ејноном крене у напад на устанике, устаничка војска се повлачи у шуму. Ту их сачека и уништи читаву краљеву војску док је за то време змај уништавао замак. Међутим када Гилберт погађа принца Ејнона у срце, змај осети бол и паде у замак где је заробљен. Ејнон наређује да Дрејко мора бити безбедан. У неуспелом покушају да убије сина убијањем змаја, Ејнонова мајка је убијена од стране свог сопственог сина. Устаници након што су победили војску у шуми упадају у замак и уништавају остале краљеве војнике. Бовен долази до свог верног пријатеља Дрејка, међутим иза њега се појављује Ејнон у јури на Бовена да га убије. Змај зна да је Ејнон бесмртан зато што има његово срце и да је једини начин да убије Ејнона, да Бовен убије змаја. Змај тера Бовена да га убије на све начине али не успева, јер је он заволео свог верног пријатеља. Ејнон се ближи, змај устаје, подиже оклоп и покаже на срце. Бовен баца секиру и погађа змаја у срце. Дрејко га са смешком последњи пут погледа, леже и заспи.
У том тренутку долазе Лара, Гилберт и устаници сви гледају у свог заштитника, сви плачу јер знају да га гледају последњи пут. Сви гледају змаја плачући и не верујући шта се десило. Плачући, Бовен приђе змају и упита га коме да се окрену кад нема њега. Дрејко му одговара да се окрене звездама, претвори се у звезду и уђе у змајски рај.